# Eigil Friis-Christensen
Eigil Friis-Christensen, född 29 oktober 1944, död 21 september 2018, var en dansk rymdfysiker.
Friis-Christensen var professor och direktör för Institut for Rumforskning og -teknologi vid Danmarks Tekniske Universitet i Köpenhamn. Hans forskning gäller bland annat hur solvinden och magnetosfären är kopplade, samt hur variationer av solaktiviteten påverkar atmosfären och klimatet. Han var även inblandad i projektet kring forskningssatelliten Ørsted.
Han invaldes 2008 som utländsk ledamot av Kungliga Vetenskapsakademien.